# 衣笠丼
衣笠丼（きぬがさどん、きぬがさどんぶり）とは、甘辛く炊いた油揚げと青ネギを鶏卵で綴じ、飯に乗せた丼物である。字違いの「絹笠丼」、「信太（しのだ）丼」と呼ばれることもある。
京都発祥のご当地丼とされるが、中身は大阪などで食されている狭義のきつね丼と同じであり、厳密には京都固有の呼び名である。

## 名称
衣笠とは京都市北区、鹿苑寺に臨む標高201mの山、衣笠山にちなむ。
衣笠山には、真夏に雪景色を所望し、山に白絹を掛けて雪に見立てたという宇多天皇の伝承に因んで"きぬかけ山"とも呼ばれている。この"きぬかけ山"にちなんで、丼に盛った姿をそれに見立て、衣笠丼の名が付いた。
近畿地方を中心に、中国、四国、中京圏あたりにまでみられるローカルフードである。その他の地域では名称はもとより料理自体が知られていないが、明治時代までは東京・吉原の歓楽街でも「あぶ玉丼（油揚げの玉子とじ）」の名で盛んに食べられていたという。

## きつね丼
近畿地方には甘く煮た油揚げと青ねぎを卵で綴じずご飯に乗せる丼もあり、これは一般に「きつね丼」と呼ばれる。しかし「きつね丼」と称して卵で綴じたものを出したり、甘煮していない素の油揚げを卵で綴じて衣笠丼としたりする場合もあり、明確に呼び分けているわけではない。揚げ玉を油揚げの上にあしらった例も認められる。「きつね丼」は、大辞林など大阪の郷土料理と紹介しているものもあり、卵で綴じる、綴じないを問わない。

## 発祥
衣笠丼の発祥について主に以下の説があるが、いずれが正しいかは判然としていない。
1. 西陣などの職人が仕事の合間にさっと食べる丼として始まったとする説[1]。
2. 太秦の俳優が、撮影の合間などに腹を満たすための丼として広まったとする説[1]。

## 全国展開
- なか卯が2013年（平成25年）7月26日に新メニューとして「衣笠丼」を発売した[6]。